# William Okpara
William (Willy) Nwadinobi Okpara (ur. 7 maja 1968 w Lagos) – piłkarz nigeryjski grający na pozycji bramkarza.

## Kariera klubowa
Okpara pochodzi z Lagos, byłej stolicy kraju. Piłkarską karierę zaczynał w tamtejszym klubie ACB Lagos. Do pierwszego zespołu trafił w wieku 19 lat w 1987 roku. W nigeryjskiej ekstraklasie zadebiutował jednak rok później, w 1988 roku i stał się pierwszym bramkarzem klubu, a w całym sezonie zagrał w 29 ligowych meczach. W 1989 roku zagrał ich 27, a na początku 1990 do zespołu dołączył Alloy Agu i Okpara został rezerwowym bramkarzem, jednak zaraz potem odszedł z klubu.
Nowym klubem Okpary został południowoafrykański Orlando Pirates. William od razu stał się pierwszym bramkarzem tego klubu i do końca sezonu zagrał w 10 ligowych meczach. Przez kolejne lata stawał się czołowym bramkarzem ligi RPA. W sezonie 1990/1991 zagrał w 27 meczach, a w 1991/1992 w 34. W tym samym sezonie wywalczył ze swoim klubem trofeum zwane Castle Challenge. W sezonie 1992/1993 do swoich osiągnięć Okpara mógł dopisać kolejne – Charity Cup. W lidze rozegrał 25 meczów. W sezonie 1993/1994 Okpara nie osiągnął znaczących sukcesów z Orlando Pirates, ale w 1994/1995 był wyróżniającą się postacią tego klubu. W sezonie tym wywalczył z klubem z Johannesburga najważniejsze trofeum w Afryce – wygrał Afrykańską Ligę Mistrzów. Sam był jednym z głównych bohaterów dwumeczu finałowego z ASEC Mimosas. Mecze zakończyły się rezultatami 2:2 oraz 1:0 dla „Piratów”. W sezonie 1995/1996 brał udział w meczu o Superpuchar Afryki, w którym Orlando Pirates pokonało algierski JS Kabylie 1:0. Wygrał też mniej znaczący Bob Save Super Bowl. W sezonie 1996/1997 Okpara wystąpił w 27 ligowych meczach, a ze swoim zespołem zajął 3. miejsce w lidze oraz zdobył Charity Cup. W sezonie 1997/1998 wystąpił w aż 36 meczach i ponownie zajął ze swoim klubem 3. miejsce. Kolejne sukcesy dla Orlando i Okpary przyszły w sezonie 1998/1999, gdy „Piraci” zdobyli 2 mniej znaczące trofea – Vodacom Challenge oraz Charity Cup, a w lidze po raz trzeci z rzędu zajęli 3. pozycję. W sezonie 1999/2000 swoimi 39 meczami William przyczynił się do wywalczenia przez Orlando wicemistrzostwa RPA. Sezon 2000/2001 był również bardzo udany dla klubu Okpary, gdyż po raz pierwszy w historii wywalczył on mistrzostwo kraju, a do tego sukcesu dołożył kolejny Charity Cup. Okpara przez pół sezonu leczył kontuzję, toteż wystąpił tylko w 19 meczach. W sezonie 2001/2002 klub z Joahnnesburga zajął 3. miejsce w lidze, a Okpara zagrał w 34 meczach. Były to jednak, jak się później okazało, ostatnie występy Williamsa w karierze. Na początku sezonu 2002/2003 stracił miejsce w składzie i nie rozgrywając ani jednego meczu zdecydował się zakończyć piłkarską karierę.
| Sezon   | Klub            | Kraj    | Rozgrywki             | Mecze | Bramki |
| ------- | --------------- | ------- | --------------------- | ----- | ------ |
| 1987    | ACB Lagos       | Nigeria | Premier League        | 0     | 0      |
| 1988    | ACB Lagos       | Nigeria | Premier League        | 29    | 0      |
| 1989    | ACB Lagos       | Nigeria | Premier League        | 27    | 0      |
| 1989/90 | Orlando Pirates | RPA     | Premier Soccer League | 10    | 0      |
| 1990/91 | Orlando Pirates | RPA     | Premier Soccer League | 27    | 0      |
| 1991/92 | Orlando Pirates | RPA     | Premier Soccer League | 34    | 0      |
| 1992/93 | Orlando Pirates | RPA     | Premier Soccer League | 25    | 0      |
| 1993/94 | Orlando Pirates | RPA     | Premier Soccer League | 24    | 0      |
| 1994/95 | Orlando Pirates | RPA     | Premier Soccer League | 25    | 0      |
| 1995/96 | Orlando Pirates | RPA     | Premier Soccer League | 21    | 0      |
| 1996/97 | Orlando Pirates | RPA     | Premier Soccer League | 27    | 0      |
| 1997/98 | Orlando Pirates | RPA     | Premier Soccer League | 36    | 0      |
| 1998/99 | Orlando Pirates | RPA     | Premier Soccer League | 34    | 0      |
| 1999/00 | Orlando Pirates | RPA     | Premier Soccer League | 39    | 0      |
| 2000/01 | Orlando Pirates | RPA     | Premier Soccer League | 19    | 0      |
| 2001/02 | Orlando Pirates | RPA     | Premier Soccer League | 34    | 0      |
| 2002/03 | Orlando Pirates | RPA     | Premier Soccer League | 0     | 0      |

## Kariera reprezentacyjna
Karierę reprezentacyjną Okpara rozpoczynał już w 1987 roku jako zawodnik reprezentacji Nigerii U-20. Pojechał z nią wówczas na Młodzieżowe Mistrzostwa Świata do Chile. Tam jednak Nigeria furory nie zrobiła i odpadła już po fazie grupowej.
W pierwszej reprezentacji William zadebiutował 11 grudnia 1996 roku w towarzyskim meczu z Czechami rozegranym w ramach Pucharu Hassana w Casablance, przegranym przez Nigerię 1:2.
W 1998 roku Okpara został powołany przez Borę Milutinovicia do kadry na Mistrzostwa Świata we Francji, gdzie miał być zmiennikiem dla Petera Rufaia. Jeszcze przed samymi finałami toczył się bój o miano pierwszego bramkarza, z którego zwycięsko wyszedł właśnie Rufai, a drugi konkurent Okpary, Ike Shorunmu doznał kontuzji i nie pojechał do Francji. W Mistrzostwach Świata Okpara nie zagrał jednak ani razu, a jego rodacy odpadli w 1/8 finału po porażce 1:4 z Danią.

## Kariera trenerska
Po zakończeniu kariery piłkarskiej Okpara został trenerem bramkarzy w zespole Orlando Pirates.

## Sukcesy
- Afrykańska Liga Mistrzów: 1995
- Superpuchar Afryki: 1996
- Mistrzostwo RPA: 2001
- Charity Cup: 1993, 1995, 1997, 1999, 2001
- Vodacom Challenge: 1999
- Castle Challenge: 1992
- Członek kadry na MŚ: 1998
- Udział w MMŚ: 1987